# Festival d'Épidaure
Le Festival d’Épidaure (grec moderne : Φεστιβάλ Επιδαύρου), egalement connu sous le nom des Epidávria (grec moderne : Επιδαύρια), est un festival de théâtre antique se déroulant chaque année pendant les mois d’été (les vendredis et samedis de juillet et août) au sein du théâtre antique d'Épidaure, sur le site archéologique de l’Asclépiéion. Il est organisé dans le cadre du Festival d'Athènes-Épidaure. Il comprend des représentations des tragédies d’Eschyle, de Sophocle, ainsi que d’Euripide, ou des comédies d’Aristophane ayant survécu. Certaines représentations consistent simplement en des reprises de mythes antiques ou en des pièces contemporaines écrites sur la base de drames antiques.

## Histoire
Le festival se déroule au sein du théâtre antique d’Épidaure, d’une capacité de 10 000 places et réputé pour son acoustique particulière,. Il est fondé en 1955, en même temps que le Festival d’Athènes, grâce à l’action du ministre de la présidence de l’époque et futur premier ministre, Geórgios Rállis. Au cours de ses premières années d’existence, l’Organisme grec du tourisme est responsable de la gestion du Festival d’Épidaure, ainsi que de celle du Festival d’Athènes.
Il est officiellement inauguré le 19 juin 1955 avec une représentation de l’Hécube d’Euripide (mise en scène d’Aléxis Minotís avec Katína Paxinoú dans le rôle homonyme),, et se consacre aux représentations de tragédies antiques et, à partir de 1957, aux représentations de comédies antiques du Théâtre national, où Aléxis Solomós reprend les pièces d'Aristophane, en commençant par Lysistrata,. En 1959, la représentation des Oiseaux d’Aristophane par Károlos Koun, avec une musique de Mános Hadjidákis et des décors et costumes de Yannis Tsarouchis, suscite à la fois l’approbation et l’opposition de l’opinion publique et est finalement retirée à la suite d’une intervention du gouvernement,.
Pendant une vingtaine d’années, les représentations d’Épidaure sont confiées au Théâtre national et à des acteurs tels que Paxinoú, Minotís, Synodinoú, Aróni et Nézer. En 1960 et 1961, Maria Callas se produit à Épidaure dans Norma de Vincenzo Bellini (1960) et Médée de Luigi Cherubini (1961), respectivement. En 1965, la Damnation de Faust par l’Opéra de Paris dans une mise en scène et une chorégraphie de Maurice Béjart et le Requiem de Giuseppe Verdi par Herbert von Karajan et l’Orchestre philharmonique de Berlin sont joués au théâtre d'Épidaure,. Au cours de la période de la dictature, le festival connaît une situation de stagnation et une tendance générale vers l’introspection et le repli sur soi.
Au cours de la période de la Metapolítefsi, et plus précisément en 1975, des compagnies étrangères au Théâtre national sont autorisées pour la première fois à se produire sur la scène du théâtre antique, avec la présence notamment du Théâtre d'art Károlos-Koun (Les Oiseaux) et du Théâtre d'État de Grèce du Nord (Électre),,. En 1980, l’Amphi-Théâtre de Spýros Evangelátos se produit au festival avec le spectacle Epitrépontes de Ménandre, ainsi que l’Organisme théâtral de Chypre avec Les Suppliantes d'Euripide, mises en scène par Níkos Charalámpous,. Deux ans plus tard (1982), Peter Hall y présente l’Orestie d’Eschyle en compagnie du Royal National Theatre, devenant ainsi le premier metteur en scène étranger à participer au festival d’Épidaure,.
Depuis ses commencements jusqu'à aujourd’hui, le Festival d’Épidaure accueille les plus grands metteurs en scène et acteurs grecs, ainsi que de nombreux autres grands artistes, tels que, entre autres, Yiánnis Móralis, Yannis Tsarouchis, Giórgos Vakaló, Mános Hadjidákis, Míkis Theodorákis, Giánnis Markópoulos, Stávros Xarchákos, ainsi que Iannis Xenakis. Des représentations sont également données par des compagnies étrangères de renom ou des collaborations avec des metteurs en scène, des acteurs et d’autres collaborateurs étrangers, tels que, entre autres, Peter Hall, Peter Stein, Tadashi Suzuki, Luca Ronconi, Valeri Fokine, Thomas Ostermeier, Pina Bausch, Montserrat Caballé, José Carreras, Fiona Shaw, Gérard Depardieu, ainsi que Kevin Spacey,,,,. Les spectacles du festival deviennent souvent un point de discussion plus large dans la sphère publique, suscitant des acclamations ou des critiques mitigées,.
En parallèle au festival d’Épidaure, des représentations (initialement uniquement musicales et plus tard théâtrales) ont lieu au sein du Petit théâtre de Paleá Epídavros. L’institution est lancée à titre expérimental en 1995 avec le « Juillet musical » (grec moderne : Μουσικός Ιούλιος) et connaît un grand succès, ce qui conduit à sa consécration et à son intégration au sein du Festival d'Athènes-Épidaure,.